# José Miguel Segura
José Miguel Segura (Mendoza, 1833 - ?) Militar y político de Mendoza. Hijo de Pedro Pascual Segura, quien fuera tres veces gobernador de la Provincia de Mendoza. 
Tuvo una vida pública intensa, fue comandante del Regimiento de Infantería de Guardias Nacionales, luego diputado provincial, inspector general de Armas. En 1871 asumió como juez general de Agua, en 1874 vicepresidente de la Cámara de Diputados, y en 1880 jefe y director del Departamento Topográfico Provincial.
El 15 de febrero de 1881, llegó a la gobernación de la provincia apoyado por los «Gonzalistas». Durante su mandato se acentuó la atención sobre el tema hídrico, se canalizó el canal Cacique Guaymallén, dando solución a los constantes anegamientos que generaban sus desbordes. También se tendieron las primeras cañerías de agua corriente para la distribución domiciliaria, en la ciudad de Mendoza, que eran de hierro fundido y acero galvanizado.
Simultáneamente a su mandato, el coronel Rufino Ortega prosiguió con la Campaña del Desierto, lo que por el prestigio obtenido lo perfiló como el sucesor de Segura. De esa manera el 15 de febrero de 1884, Segura fue sucedido por Ortega.
| Predecesor: Elías Villanueva | Gobernador de la Provincia de Mendoza 1881 - 1884 | Sucesor: Rufino Ortega |